# Mouthe

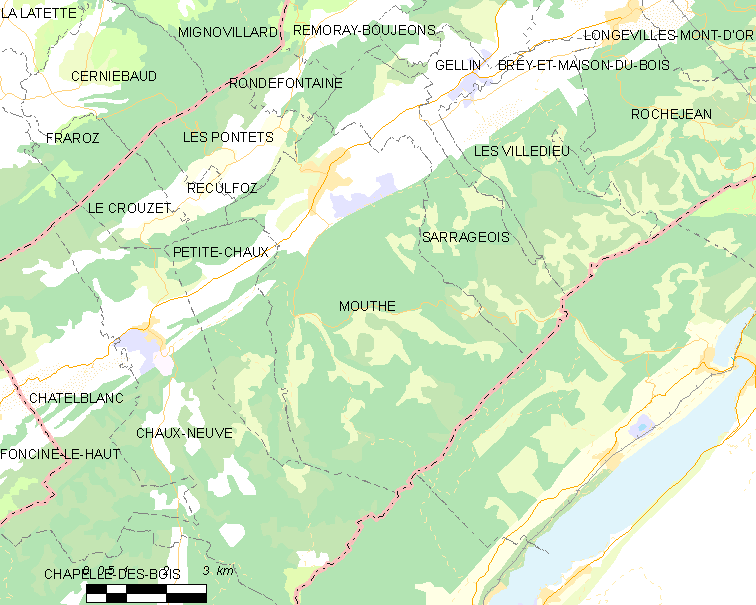

Mouthe ist eine französische Gemeinde mit 1.025 Einwohnern (Stand: 1. Januar 2022) im Département Doubs in der Region Bourgogne-Franche-Comté. Sie ist Teil des Kantons Frasne im Arrondissement Pontarlier. Die Gemeinde gehört zum Gemeindeverband Lacs et Montagnes du Haut-Doubs.

## Geographie
Mouthe liegt auf 933 m über dem Meeresspiegel, etwa 25 Kilometer (Luftlinie) südwestlich der Stadt Pontarlier. Das Dorf erstreckt sich im Jura in der Längsmulde des Val de Mouthe beidseits des Doubs nahe seiner Quelle, am nördlichen Talhang zwischen den Höhen der Haute Joux im Nordwesten und des Risoux im Südosten, nahe der Grenze zur Schweiz.

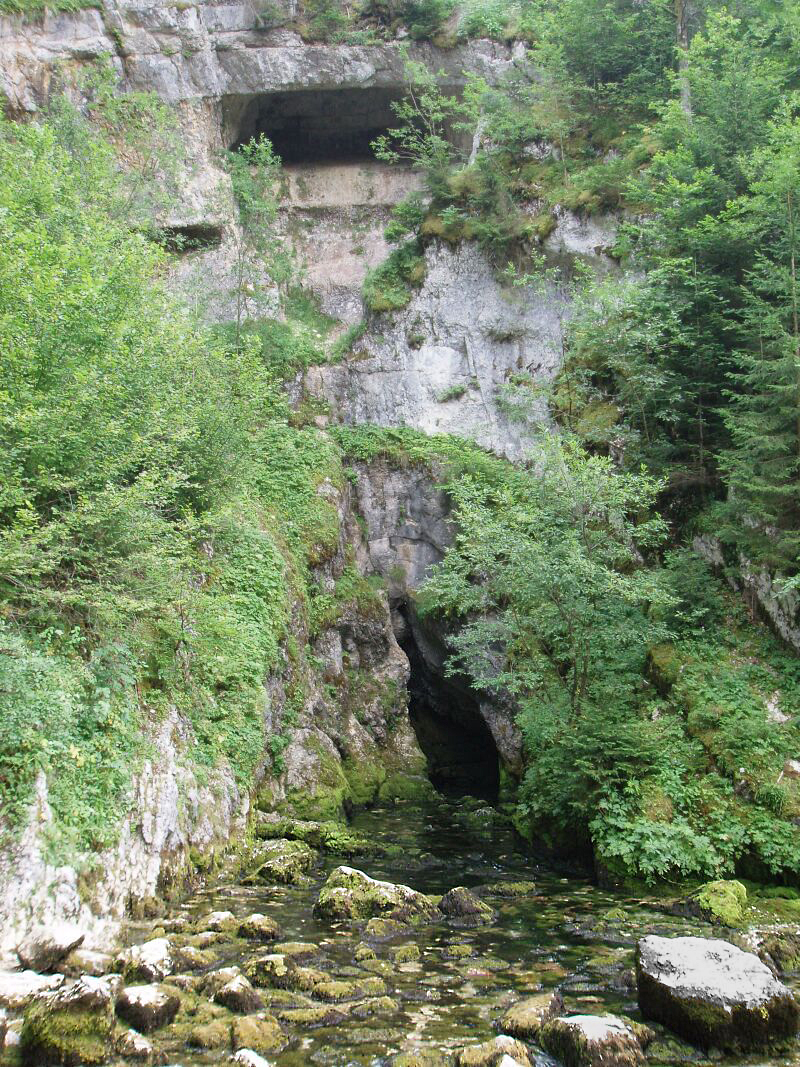
Source du Doubs

Die Fläche des 38,73 km² großen Gemeindegebiets umfasst einen Abschnitt des französischen Jura. Die Landschaft ist geprägt durch parallel verlaufende Geländekämme und Längsmulden, die entsprechend der Streichrichtung des Faltenjuras in dieser Region in Richtung Südwest-Nordost orientiert sind. Der zentrale Teil des Gebietes wird von der rund 1,5 km breiten Längsmulde des Val de Mouthe eingenommen, die in geologisch-tektonischer Hinsicht eine Synklinale bildet. Südöstlich von Mouthe, am Fuß der Risoux-Antiklinale, entspringt der Doubs mit einer Karstquelle und fließt zunächst westwärts, um bei Mouthe den Cébriot aufzunehmen, der den südwestlichen Abschnitt des Val de Mouthe entwässert. Das breite Becken weist geschützte Moorgebiete auf. Beim Dorf ändert der Doubs seine Fließrichtung nach Nordosten und sorgt für die Entwässerung des unteren Teils des Val de Mouthe.
Nach Nordwesten reicht der Gemeindeboden auf die Waldhöhen von Les Esseux (1071 m) und Bois de Pila (1081 m), die zum System der Haute Joux gehören. Auf seiner Südostseite wird das Val de Mouthe von der bewaldeten Höhe der Forêt du Noirmont (1220 m) flankiert. Diese Höhe leitet zum kupierten Gelände des Risoux über, das ebenfalls überwiegend von Wald bedeckt ist, jedoch auch verschiedene Rodungsinseln mit Weideland aufweist. Es gibt hier keine oberirdischen Fließgewässer, weil das Niederschlagswasser im verkarsteten Untergrund versickert und somit die Doubsquelle speist. Mit 1419 m wird auf dem Gros Crêt, dem höchsten Gipfel des Risoux, auch die höchste Erhebung von Mouthe erreicht. Das Gemeindegebiet ist Teil des Regionalen Naturparks Haut-Jura (frz.: Parc naturel régional du Haut-Jura).
Zu Mouthe gehören zahlreiche Einzelhöfe im Gebiet des Risoux. Nachbargemeinden von Mouthe sind Chaux-Neuve im Süden, Petite-Chaux und Reculfoz im Westen, Les Pontets und Rondefontaine im Norden, Sarrageois im Osten sowie die schweizerischen Gemeinden Le Lieu und Le Chenit im Südosten.

### Klima
Das Klima von Mouthe ist wie in den übrigen Teilen des Hochjura rau mit kalten Wintern und relativ kühlen Sommern. Mouthe selbst gilt als das kälteste Dorf Frankreichs, weil sich im Winter im geschlossenen Talbecken oftmals ein Kaltluftsee bildet und Temperaturen von −30 °C keine Seltenheit sind. Das Dorf wird deshalb auch La petite Sibérie (das kleine Sibirien) genannt. Die tiefste offiziell anerkannte Temperatur wurde am 13. Januar 1968 mit −36,7 °C gemessen. Angeblich wurde am 17. Januar 1985 eine Temperatur von −41,0 °C registriert, dieser Wert wird jedoch angezweifelt.

## Geschichte
Der Ursprung von Mouthe geht auf das Jahr 1077 zurück, als Simon von Crépy, Graf von Valois, sich hier niederließ und eine Einsiedelei gründete. Im 12. Jahrhundert wurde die Einsiedelei in ein Priorat umgewandelt, das der Abtei Saint-Claude unterstand. Die Mönche machten die Gegend urbar und legten den Grundstein für die Besiedlung. Der Ortsname leitet sich vom altfranzösischen Wort mothe (Anhöhe, oftmals eine befestigte Anhöhe) her. Im Lauf der Zeit wandelte sich der Ortsname über Muthua, Mutua und Mote (1356) zu Mouthe (seit 1485).
Seit dem Mittelalter bildete Mouthe eine Herrschaft, die neun Dörfer umfasste: Mouthe, Sarrageois, Gellin, Boujeons, Rondefontaine, Les Pontets, Reculfoz, Le Crouzet und Petite-Chaux. Im Jahr 1639 fielen Truppen des Herzogs Bernhard von Sachsen-Weimar nach Mouthe ein und zerstörten das Dorf. Viele Bewohner wanderten daraufhin in das benachbarte schweizerische Vallée de Joux aus. Zusammen mit der Franche-Comté gelangte das Dorf mit dem Frieden von Nimwegen 1678 an Frankreich. Im 19. Jahrhundert war Mouthe ein regionales Zentrum, das 1845 mit 1164 Einwohnern seinen bisherigen Höchststand erreichte. Die Bevölkerung fand ihr Einkommen im Handwerk, insbesondere in Sägereien, Holzverarbeitung, Mühlen, Gerbereien und mechanischen Werkstätten. Immer wieder wurde Mouthe von verheerenden Bränden betroffen, letztmals 1849, als der ganze obere Dorfteil zerstört wurde. Durch eine Trambahn, die von Pontarlier via Mouthe nach Foncine-le-Haut führte, wurde das Dorf im Jahr 1900 an den öffentlichen Verkehr angeschlossen. 
Im Zweiten Weltkrieg befand sich Frankreich unter deutscher Besatzung. Am 4. September 1944 wurde Mouthe befreit. Nach dem Krieg wurde die Trambahn eingestellt.

## Bevölkerung
| Jahr                       | 1962 | 1968 | 1975 | 1982 | 1990 | 1999 | 2006 | 2018 |
| -------------------------- | ---- | ---- | ---- | ---- | ---- | ---- | ---- | ---- |
| Einwohner                  | 840  | 760  | 811  | 813  | 898  | 891  | 958  | 1072 |
| Quellen: Cassini und INSEE |      |      |      |      |      |      |      |      |

Mit 1025 Einwohnern (1. Januar 2022) gehört Mouthe zu den kleineren Gemeinden des Départements Doubs. Nachdem die Einwohnerzahl im letzten Drittel des 19. Jahrhunderts deutlich abgenommen hatte, pendelte die Bevölkerungszahl in der ersten Hälfte stets im Bereich von rund 730 Personen. Seit Beginn der 1970er Jahre wurde wieder ein Bevölkerungswachstum verzeichnet.

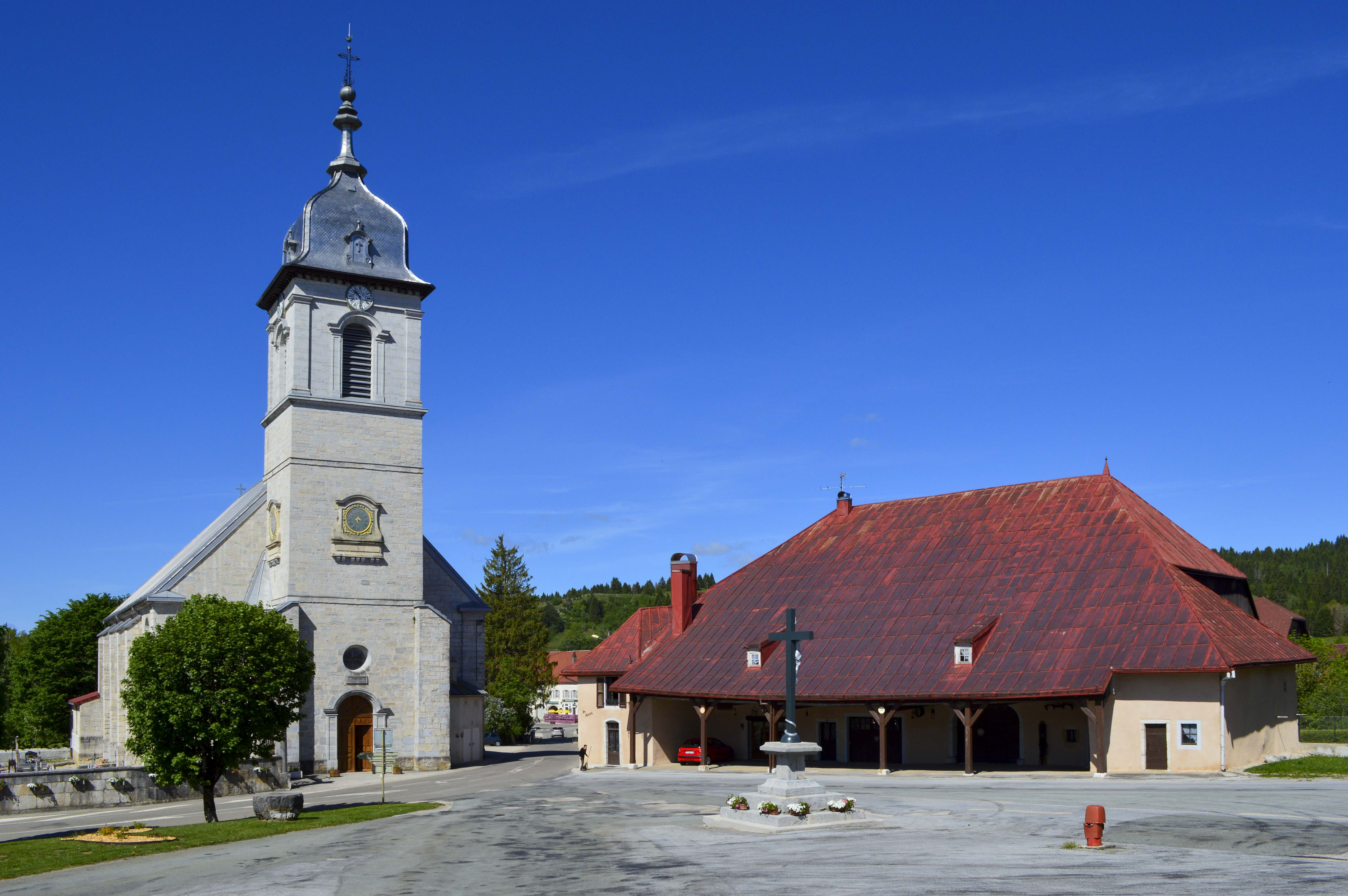
Kirche Notre-Dame de l'Assomption („Mariä Himmelfahrt“) und Haus La Bouverie („Ochsenstall“)

## Sehenswürdigkeiten
Die Pfarrkirche Église de l’Assomption von Mouthe wurde von 1733 bis 1742 im klassizistischen Stil erbaut. Die dreischiffige Kirche besitzt eine reiche Innenausstattung, darunter Chorgestühl aus dem 16. Jahrhundert, eine Kanzel aus dem 18. Jahrhundert und eine Statue des heiligen Simon von Crépy (1434).
Im Ortszentrum befindet sich die Mairie (Gemeindeverwaltung) in einem schlossähnlichen Bau von 1849 mit vier Ecktürmen.
Der als Pierre des Redevances bekannte Megalith auf der Place de l'Église wurde 1931 als Monument historique eingestuft.
Zu den Natursehenswürdigkeiten der Region zählt die Karstquelle des Doubs (Source du Doubs), die Torfmoore und der Risoux.

## Wirtschaft und Infrastruktur
Mouthe war stets ein durch die Landwirtschaft, insbesondere Milchwirtschaft und Viehzucht, die Forstwirtschaft und das Handwerk geprägtes Dorf. Daneben gibt es heute einige Betriebe des Klein- und Mittelgewerbes, darunter Unternehmen der Holzverarbeitung, mechanische Werkstätten und eine Biskuitfabrik. Viele Erwerbstätige sind auch Wegpendler, die in der Schweiz ihrer Arbeit nachgehen. Mouthe ist Sitz des Gemeindeverbandes Communauté de communes des Hauts du Doubs, Standort eines Regionalspitals und eines Collège.
Als Erholungsort in einem beliebten Ausflugsgebiet im Hochjura profitiert Mouthe heute auch vom Tourismus. Die Gemeinde ist sowohl auf den Sommertourismus (Wandern, Velofahren, Fischen) als auch auf den Wintertourismus (alpiner und nordischer Skisport) ausgerichtet. Die Nordhänge des Noirmont nahe bei der Doubsquelle werden durch mehrere Skilifte erschlossen. Bei guter Schneelage werden im Winter rund 65 Kilometer Loipen für den Langlaufsport gespurt.
Mouthe ist Zielort des jährlich Anfang Februar stattfindenden, größten Skimarathons Frankreichs, der 76 Kilometer langen Transjurassienne.
Die Ortschaft liegt abseits der größeren Durchgangsstraßen an der Departementsstraße D 437, die von Saint-Laurent-en-Grandvaux nach Pontarlier führt. Weitere Straßenverbindungen bestehen mit Remoray-Boujeons und Le Pont am Lac de Joux.

## Persönlichkeiten
- Simon von Crépy (* um 1048; † 30. Januar 1080 (oder 1082?) in Rom), Graf von Valois, Amiens und Vexin, Gründer des Priorats von Mouthe
- Fabrice Guy (* 1968), Olympiasieger 1992 in der Nordischen Kombination
- Caroline Colombo (* 1996), Biathletin

## Trivia
Mouthe ist der Schauplatz für die Kriminalkomödie Who Killed Marilyn? aus dem Jahr 2011 sowie für die Mini-TV-Serie Polar Park – Eiskalte Morde aus dem Jahr 2022. Der Film Im Zeichen der Lilie aus dem Jahr 1961 wurde teilweise auch in Mouthe gedreht.